# 구다라 고기
구다라 고기(일본어: 百濟康義, 1945년 5월 31일 ~ 2004년 5월 12일)는 일본의 불교학자, 언어학자이다.
오타니 탐험대가 수집한 자료를 중심으로 내륙아시아 및 동부 실크로드의 언어학 및 불교학 연구를 국제적인 규모로 진행했다.
정토종 젠쇼지(善照寺)의 주지였다.

## 생애
1945년 5월 31일에 일본 효고현에서 출생했다.
암을 진단받아 수술을 세 차례 받았어야 했으나 체중이 급격히 감소하여 교단에 서지 못할 것을 우려하여 수술을 도중에 그만두었다.

### 경력
1964년 4월에 류코쿠대학 문학부에 입학하여 이듬해 일반 교육과정의 불교학을 이수했다.
고대 튀르크어(위구르어)학의 권위자인 아네마리 폰 가바인(Annemarie von Gabain) 교수가 교토대학에 초빙되었을 때, 지도교수였던 이노쿠치 다이준(일본어: 井ノ口泰淳) 교수의 권유로 가바인 교수의 강의에 출석하여 위구르어학을 전문 분야로 삼았다.
1983년에 류코쿠대학 전임강사로 채용되었다.
베르너 준더만과 페터 치머(Peter Zieme) 등 독일의 동양학자와 친분을 쌓았다.

### 사망
2004년 5월 12일 오전 5시 30분에 흡인성 폐렴으로 사망했다. 향년 58세.
같은 해 5월 26일에 야마구치현 시모노세키시 소재의 정토종 젠쇼지(善照寺)에서 장례가 치러졌다. 원호(院號)는 그의 고대 위구르인에 대한 흥미를 표현한다는 의미에서 직접 회골(回鶻)로 지었다.

## 주요 저작
- 구다라 고기; Peter Zieme (1985). 《ウイグル語の觀無量壽經》 [위구르어의 관무량수경] (일본어). 나가타분쇼도(永田文昌堂).

## 가족
처는 구다라 고유키(일본어: 百済小雪)이다. 자신의 연구 주제를 바탕으로 자녀의 이름을 지었다.
장녀 마니(일본어: まに)의 이름은 보주(寶珠)를 의미하는 산스크리트어 maṇi로 해석될 수 있다. 차남의 이름은 고창(高昌)을 따서 지어졌다.